# Suhana Thapa

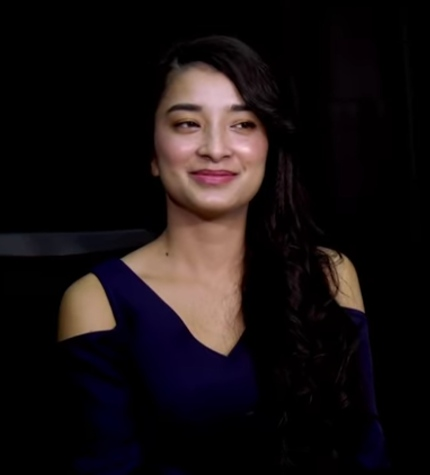
Suhana Thapa

Suhana Thapa (Nepali सुहाना थापा; * 8. Mai 1998 in Kathmandu) ist eine nepalesische Schauspielerin und Model und Filmproduzentin.

## Biografie
Thapa wuchs in Kathmandu auf. Ihr Debüt gab sie 2002 in dem Film A Mero Hajur . 2017 war sie den Film A Mero Hajur 2 als Produzentin tätig. Anschließend spielte sie 2019 in A Mero Hajur 3 die Hauptrolle. Ihre nächste Hauptrolle bekam Thapa in A Mero Hajur 4.

## Filmografie
Filme
- 2002: A Mero Hajur
- 2017: A Mero Hajur 2
- 2019: A Mero Hajur 3
- 2022: A Mero Hajur 4

## Auszeichnungen

### Gewonnen
- 2020: Kamana Film Award in der Kategorie „Best Debut Actor (Female)“[4]
- 2020: NEFTA Film Award in der Kategorie „Best Debut Actor (Female)“[5]